# Cakile

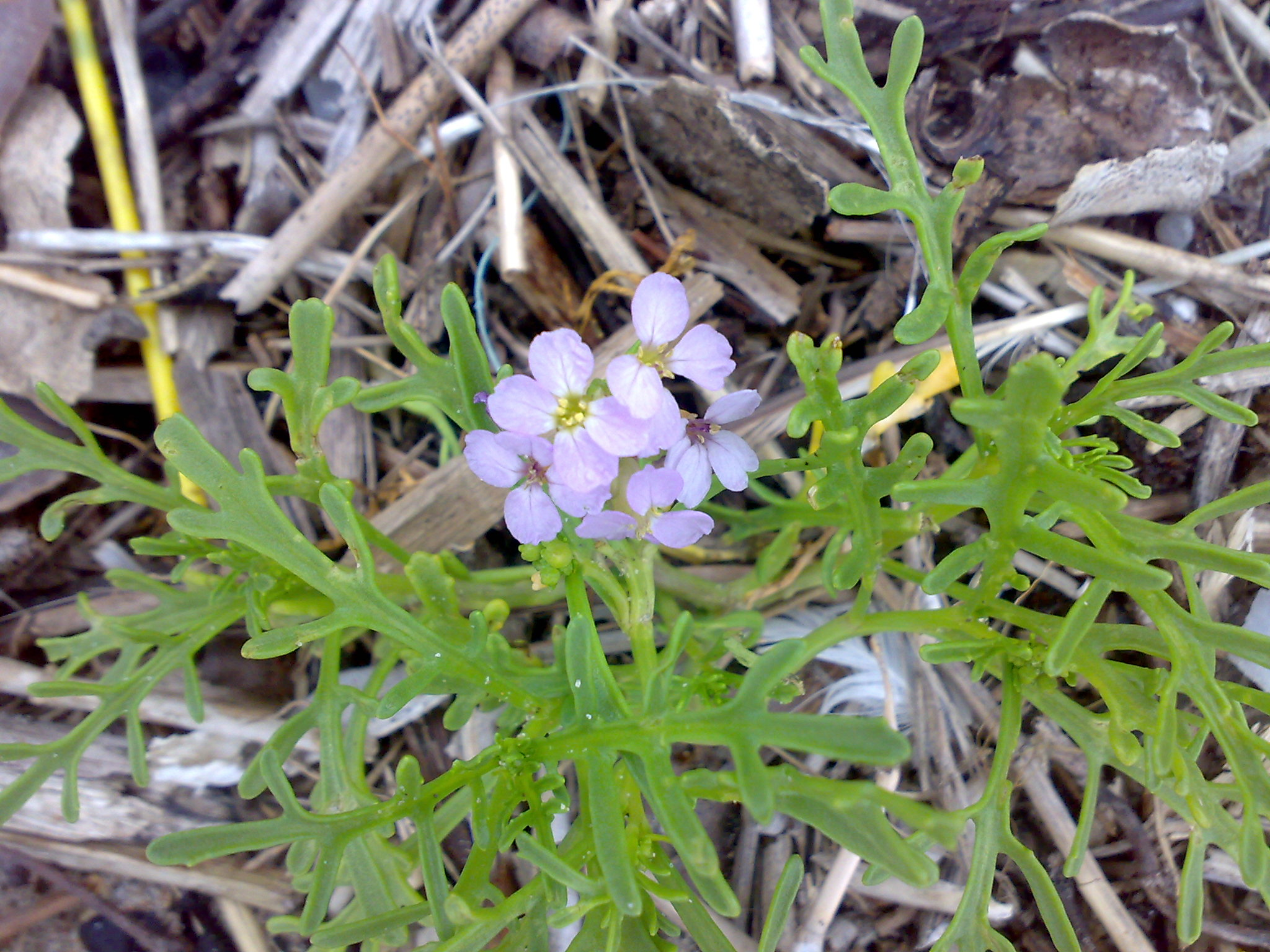
Rave marí (Cakile maritima)

Cakile és un gènere de plantes amb flor de la família de les brassicàcies Brassicaceae. El gènere és originari d'Europa, Àsia i Amèrica del Nord.

## Característiques
Són plantes halòfites i força robustes. Algunes es consideren espècies invasores a certs llocs del planeta.
Als Països Catalans només és autòctona l'espècie
- Rave de mar (Cakile maritima)

## Taxonomia
Cal destacar:
- Cakile arabica
- Cakile arctica
- Cakile constricta
- Cakile edentula (Bigelow) Hook.
- Cakile geniculata
- Cakile lanceolata
- Cakile maritima - rave de mar